# Regno Illirico
Il Regno Illirico è stato un regno del mondo antico, che si trovava nella parte occidentale della Penisola balcanica.

## Storia
Il Regno Illirico di re Bardylis divenne un significativo centro di potere nel IV secolo. Nel 359 a.C., il re di Macedonia, Perdicca III, fu ucciso durante un assalto agli Illiri. Nel 358 a.C., Filippo II il Macedone, padre di Alessandro Magno, li sconfisse e assunse il controllo del loro territorio fino al lago di Ocrida. Alessandro stesso condusse le truppe del loro capo Clito nel 335 a.C. e condottieri tribali illirici nonché molti soldati accompagnarono Alessandro alla conquista della Persia. Dopo la sua morte nel 323 a.C., regni Illirici indipendenti si ribellarono nuovamente. Nel 312 a.C. re Glauco espulse i greci da Durazzo. Verso la fine del III secolo a.C., un regno Illirico si stanziò nei pressi dell'odierna città albanese di Scutari e pose il suo controllo su parte dell'Albania settentrionale, Montenegro e Erzegovina. Sotto la regina Teuta, attaccarono imbarcazioni mercantili romane nel Mare Adriatico e diedero a Roma il motivo per invadere i Balcani.